# Shinnersia
Shinnersia es un género botánico monotípico perteneciente a la familia de las asteráceas. Su única especie, Shinnersia rivularis es originaria de Estados Unidos y México.

## Descripción
Las raíces viven en el lodo en el fondo de poca profundidad de agua de movimiento lento (por ejemplo, a lo largo de una corriente), y el vástago se extiende por encima del agua ligeramente (menos de 0,1 metros).

Es una planta común de los acuarios de agua dulce, y a veces se puede encontrar después de haber escapado de cultivo.
Las plantas de este género sólo tienen disco (sin rayos florales) y los pétalos son de color blanco, ligeramente amarillento blanco, rosa o morado (nunca de un completo color amarillo).

## Taxonomía
Shinnersia rivularis fue descrita por  (A.Gray) R.M.King & H.Rob.  y publicado en  Phytologia 19(5): 297. 1970.
Sinonimia
- Trichocoronis rivularis A.Gray basónimo[7]